# Rimavská Sobota (huyện)
Huyện Rimavská Sobota (okres Rimavská Sobota) là một huyện Banská Bystrica, trung Slovakia. Huyện này được thành lập vào năm 1923, và ranh giới hiện tại hình thành từ năm 1996. Mật độ dân số xấp xỉ một nửa mức trung bình của Slovakia. Trung tâm hành chính của huyện và cũng là thị trấn lớn nhất, Rimavská Sobota. Khu vực phía Bắc có nhiều khu công nghiệp hơn, trong khi khu vực phía Nam có nhiều khu nông nghiệp. Rimavská Sobota bao gồm 107 đô thị, trong đó có 3 thị trấn là Rimavská Sobota, Hnúšťa và Tisovec.

## Dân số
| Năm            | 1994   | 2004   | 2014   | 2024   |
| -------------- | ------ | ------ | ------ | ------ |
| Số lượng người | 82.144 | 82.773 | 84.752 | 79.455 |
| Sự khác biệt   |        | +0,76% | +2,39% | −6,25% |

| Năm            | 2023   | 2024   |
| -------------- | ------ | ------ |
| Số lượng người | 79.655 | 79.455 |
| Sự khác biệt   |        | −0,25% |

## Đô thị
- Abovce
- Babinec
- Barca
- Bátka
- Belín
- Blhovce
- Bottovo
- Budikovany
- Cakov
- Čerenčany
- Chanava
- Chrámec
- Čierny Potok
- Číž
- Dolné Zahorany
- Dražice
- Drienčany
- Drňa
- Dubno
- Dubovec
- Dulovo
- Figa
- Gemerček
- Gemerské Dechtáre
- Gemerské Michalovce
- Gemerský Jablonec
- Gortva
- Hajnáčka
- Hnúšťa
- Hodejov
- Hodejovec
- Horné Zahorany
- Hostice
- Hostišovce
- Hrachovo
- Hrušovo
- Hubovo
- Husiná
- Ivanice
- Janice
- Jesenské
- Jestice
- Kaloša
- Kesovce
- Klenovec
- Kociha
- Konrádovce
- Kráľ
- Kraskovo
- Krokava
- Kružno
- Kyjatice
- Lehota nad Rimavicou
- Lenartovce
- Lenka
- Lipovec
- Lukovištia
- Martinová
- Neporadza
- Nižný Skálnik
- Nová Bašta
- Orávka
- Ožďany
- Padarovce
- Pavlovce
- Petrovce
- Poproč
- Potok
- Radnovce
- Rakytník
- Ratkovská Lehota
- Ratkovská Suchá
- Riečka
- Rimavská Baňa
- Rimavská Seč
- Rimavská Sobota
- Rimavské Brezovo
- Rimavské Janovce
- Rimavské Zalužany
- Rovné
- Rumince
- Slizké
- Stará Bašta
- Stránska
- Studená
- Sútor
- Šimonovce
- Širkovce
- Španie Pole
- Štrkovec
- Tachty
- Teplý Vrch
- Tisovec
- Tomášovce
- Uzovská Panica
- Valice
- Včelince
- Večelkov
- Veľké Teriakovce
- Veľký Blh
- Vieska nad Blhom
- Vlkyňa
- Vyšné Valice
- Vyšný Skálnik
- Zacharovce
- Zádor
- Žíp